# Cratere Eichstadt
Eichstadt è un cratere lunare di 49,57 km situato nella parte sud-occidentale della faccia visibile della Luna nella regione orientale dei Montes Cordillera. A qualche centinaio di chilometri a est di Eichstadt è presente il cratere Darwin.
Trovandosi in prossimità del bordo del disco, appare, per effetto prospettico, oblungo quando osservato dalla Terra.
Il bordo è ben definito e forma una circonferenza frastagliata. Sono presenti delle leggere protuberanze esterne nel perimetro a sud-sudest, sudovest e a nord. Lungo la parere interna sono presenti delle zone pianeggianti e il bordo superiore è curvato. La parte centrale del letto interno contiene molte creste irregolari e basse.
Il cratere è dedicato all'astronomo tedesco Lorentz Eichstadt. 

## Crateri correlati
Alcuni crateri minori situati in prossimità di Eichstadt sono convenzionalmente identificati, sulle mappe lunari, attraverso una lettera associata al nome.
| Eichstadt | Coordinate            | Diametro (in km) |
| --------- | --------------------- | ---------------- |
| C         | 21°43′12″S 76°51′36″W | 13,1             |
| D         | 23°25′48″S 76°07′12″W | 7,1              |
| E         | 23°55′12″S 78°27′36″W | 16,91            |
| G         | 22°24′36″S 80°51′00″W | 11,16            |
| H         | 19°04′48″S 79°59′24″W | 10,82            |
| K         | 18°16′12″S 83°24′00″W | 13,79            |